# Julija Ryžovová
Julija Ryžovová (rusky Юлия Васильевна Рыжова (Yuliya Ryzhova)), (* 7. října 1988 v Kalininu (Tver), Sovětský svaz) je ruská zápasnice – judistka.

## Sportovní kariéra
S judem/sambem začínal v 8 letech v rodném Tveru pod vedením bratrů Bazarových. Jako úspěšnou dorostenku si jí stáhli trenéři do Moskvy, kde se připravuje v armáním tréninkovém centru CSKA pod vedením Nikolaje Koržavina a Olega Šmakova. V ruské seniorské reprezentaci se prosazuje od roku 2013 v pololehké váze a je stabilní dvoujkou za Natalijou Kuzjutinovou.

### Vítězství
- 2015 - 1x světový pohár (Port Louis)

## Výsledky
| Mistrovství světa  |    | —  |   | —   |     | — | —   | —  |   | úč. | úč. | úč. |    |  |  |  |  |  |  |  |  |  |  |  |  |  |  |  |
| Evropské hry       |    |    |   |     |     |   |     |    |   |     |     | úč. |    |  |  |  |  |  |  |  |  |  |  |  |  |  |  |  |
| Mistrovství Evropy | —  | —  | — | —   | —   | — | úč. | —  | — | úč. | 5.  | úč. | 3. |  |  |  |  |  |  |  |  |  |  |  |  |  |  |  |
| ME do 23 let       | —  | —  | — | —   | —   | — | 5.  | 7. |   |     |     |     |    |  |  |  |  |  |  |  |  |  |  |  |  |  |  |  |
| ME juniorů         | —  | —  | — | úč. | úč. |   |     |    |   |     |     |     |    |  |  |  |  |  |  |  |  |  |  |  |  |  |  |  |
| ME dorostenců      | 7. | 2. |   |     |     |   |     |    |   |     |     |     |    |  |  |  |  |  |  |  |  |  |  |  |  |  |  |  |